# ملكة جمال العالم 2005
ملكة جمال العالم 2005 هي مسابقة ملكة جمال العالم الخامسة والخمسين في تاريخ مسابقة ملكة جمال العالم منذ انطلاقتها عام 1951، عقدت مسابقة في 10 ديسمبر 2005 في مسرح تاج الجمال في سانيا، الصين. توجت أونور بيرنا فليالمسدوتر من أيسلندا من قبل ملكة جمال العالم السابقة ماريا خوليا مانتيلا من بيرو، تنافست على التاج 102 متسابقة من جميع أنحاء العالم، تنافست المتسابقات في ثلاثة أحداث، هي جمال الشاطئ وملكة المواهب وملكة جمال الغرض والاهداف والطموح، انتقلت الفائزة في كل مسابقة على الفور إلى المراكز المسابقات الخمسة عشر للنهائيات.

## نتائج

### المراكز النهائية
| النتائج النهائية      | المتنافسة |
| --------------------- | --- |
| ملكة جمال العالم 2005 | - آيسلندا - أونور بيرنا فليالمسدوتر |
| الوصيفة الأولى        | - المكسيك - دافني مولينا |
| الوصيفة الثانية       | - بورتوريكو - إنغريد ماري ريفيرا |
| أفضل 6                | - إيطاليا - صوفيا برسكولي - كوريا - أوه إيون يونغ - تنزانيا - نانسي سوماري |
| أفضل 15               | - جزر العذراء الأمريكية - كميشا كونتس - كندا - رامونا أميري - الهند - سيندهورا غاد - جامايكا - تيري كاريل غريفيث - أيرلندا الشمالية - لوسي إيفانغليستا - الفلبين - كارلين أغيلار - روسيا - يوليا إيفانوفا - جنوب أفريقيا - ديفيجا سوندروم - إسبانيا - ميريا فيردي |

## المتسابقات
- ألبانيا - سواد شريفي
- الأرجنتين - إميليا إنيتا
- أروبا - سارة جودان
- أستراليا - دينا برونو
- باهاماس - أوردين موس
- باربادوس - مارييل أونيشي
- بلجيكا - تاتيانا سيلفا
- بوليفيا - فيفيانا مينديز
- البوسنة والهرسك - سانجا تونجيتش
- بوتسوانا - تشيجوفاتسو روبي
- البرازيل - باتريشيا ريجيناتو
- بلغاريا - روزيتسا إيفانوفا
- كندا - رامونا أميري
- الصين - تينغ تينغ تشاو
- تايبيه الصينية - سو جونغ هسو
- كولومبيا - إيريكا كويروبين
- كوستاريكا - ليونورا خيمينيز
- كرواتيا - مايا سفيتكوفيتش
- الكونغو الديمقراطية - نيللي ديمبو
- قبرص - أرثوذكسا موتسوري
- جمهورية التشيك - لوسي كرالوفا
- الدنمارك - ترين لوندغارد
- جمهورية الدومينيكان - إليسا أبرو
- الإكوادور - ماريليسا ماركيز
- السلفادور - أليخاندرا كاركامو
- إثيوبيا - سبلي ميكونين
- إنجلترا - همسة كوهيستاني
- إستونيا - لورا كورجيماي
- فرنسا - سيندي فابر
- جورجيا - سالومي خيلاشفيلي
- ألمانيا - دانييلا ريش
- غانا - إينا مريم باتي
- جبل طارق - ميلاني شيبولينا
- اليونان - كاترينا ستيكودي
- غواتيمالا - ماريا إينيس غالفيز كلوز
- غيانا - ياسمين هرتسوغ
- غوادلوب - ميريتا ملينا
- هولندا - مونيك بلات
- هونغ كونغ - تريسي ايب
- المجر - سيمي كيس توند
- أيسلندا - أونور بيرنا فيلهجامسدوتير
- الهند - سندورا جادي
- إندونيسيا - ليندي سيستيا
- أيرلندا - أويف كوجان
- إسرائيل - كيرين شاحام
- إيطاليا - صوفيا بروسكولي
- جامايكا - تيري كاريل جريفيث
- اليابان - إيرينا شينوهارا
- كوريا - أوه إيون يونغ
- كينيا - سيسيليا موانجي
- لاتفيا - فاليريجا سيفكوكا
- لبنان - لاميتا فرنجية
- ليبيريا - سنورتي فوره
- مقدونيا - ميلينا ستانيفوكوفيتش
- ملاوي - راشيل لاندسون
- ماليزيا - إيميلين نغ
- مالطا - فردين فافا
- منغوليا - خونغورزول جانبات
- مارتينيك - موانا روبينيل
- موريشيوس - ميناكشي شيفاني
- المكسيك - دافني مولينا
- مولدوفا - إيرينا دولوفوفا
- ناميبيا - ليفا شيكوا
- نيبال - شوجاريكا كشاتريا شيتري
- نيوزيلندا - كاي أندرسون
- نيكاراغوا - جوانا مادريجال
- نيجيريا - أوموونمي أكينيفيسي
- إيرلندا الشمالية - لوسي إيفانجليستا
- النرويج - هيلين ترسافيك
- بنما - آنا فابريو
- بيرو - فيوريلا كاستيلانو
- الفلبين - كارلين أغيلار
- بولندا - مالوينا راتاجزاك
- البرتغال - أنجيلا ماريا فونسيكا سبينولا
- بورتوريكو - إنغريد ماري ريفيرا
- رومانيا - رالوكا فوينا
- صربيا والجبل الأسود - دينا دانكوفيتش
- روسيا - يوليا إيفانوفا
- اسكتلندا - أيسلينج فريل
- سنغافورة - شينيس وونغ يان يي
- سلوفاكيا - إيفيكا سلافيكوفا
- سلوفينيا - سانجا جروهار
- جنوب أفريقيا - ديفيجا سوندروم
- إسبانيا - ميريا فيردي
- سريلانكا - نادييكا بيريرا
- سوازيلاند - زينهل ماجونجو
- سانت لوسيا - جوي ماتي
- السويد - ليزا بيرغرين
- سويسرا - لوريان جيليرون
- تنزانيا - نانسي سوماري
- تايلند - سيريندا جنسن
- ترينيداد وتوباغو - جينا ماري أندريه
- تركيا - هاندي سوباشي
- أوغندا - جولييت أنكاكواتسا
- أوكرانيا - يوليا بينتشوك
- الولايات المتحدة - ليسيت دياز
- جزر العذراء الأمريكية - كميشا كاونتس
- أوروغواي - دانييلا تامباسكو
- فنزويلا - سوزان كاريزو
- فيتنام - فو هونغ جيانغ
- ويلز - كلير إيفانز
- زامبيا - بريشيوس كابونجو مومبي

## الروابط الخارجية
- موقع ملكة جمال العالم الرسمي